# 1-heptanamina
La 1-heptanamina o n-heptilamina es una amina primaria con fórmula molecular C7H17N.

## Propiedades físicas y químicas
A temperatura ambiente, la 1-heptanamina es un líquido incoloro o de color amarillo pálido.
Tiene su punto de ebullición a 155 °C y su punto de fusión a -23 °C. Posee una densidad inferior a la del agua (0,775 g/cm³) y es poco soluble en agua, en proporción de 7 g/L. En este sentido, el valor del logaritmo de su coeficiente de reparto, logP = 2,52, indica que es considerablemente más soluble en disolventes como el etanol y el éter.
Tiene una tensión superficial de 27,9 ± 3,0 dina/cm, semejante a la de otras alquilaminas lineales.

## Síntesis y usos
La 1-heptanamina puede ser sintetizada por reducción de heptilazida mediante el uso de metales alcalinotérreos.
Igualmente, la reducción a 25 °C de 3-fenilpropionitrilo con InCl3/NaBH4 en tetrahidrofurano, genera 1-heptanamina con un rendimiento del 87%.
También la heptilurea y la heptanal oxima pueden ser precursores para la obtención de esta alquilamina.
En cuanto a su utilización, la 1-heptanamina se utiliza en la síntesis de bromuro de tetraheptilamonio. También se ha usado como estándar interno en la determinación de monoaminas y diaminas biogénicas por el método de fluorescencia-HPLC. Asimismo ha servido para estudiar el efecto de la hidratación en la estructura gaseosa de la heptilamina protonada por espectroscopía infrarroja (IRPD) y química computacional.

## Precauciones
Esta amina es un producto inflamable —su punto de inflamabilidad es 35 °C— que al arder puede liberar óxidos de nitrógeno. Es corrosivo, en contacto con piel y ojos puede provocar quemaduras.